# Фалкенштајн (Палатинат)
Фалкенштајн (њем. Falkenstein) општина је у њемачкој савезној држави Рајна-Палатинат. Једно је од 81 општинског средишта округа Донерсберг. Према процјени из 2010. у општини је живјело 223 становника. Посједује регионалну шифру (AGS) 7333020.

## Географски и демографски подаци
Фалкенштајн се налази у савезној држави Рајна-Палатинат у округу Донерсберг. Општина се налази на надморској висини од 404 метра. Површина општине износи 7,5 km². У самом мјесту је, према процјени из 2010. године, живјело 223 становника. Просјечна густина становништва износи 30 становника/km².